# Geowissenschaftliches Nationalmuseum
Das Geowissenschaftliche Nationalmuseum (englisch National Earth Science Museum, auch bekannt als Geological Survey Museum) ist das zentrale geologische Museum von Namibia. Es wird vom staatlichen Geological Survey of Namibia unterhalten.

## Ausstellung
Die größte geologische Sammlung Namibias zeigt in mehreren Abteilungen Exponate der verschiedenen Bergbaugebiete Namibias, unter anderem aus der Region Tsumeb, der Rössing-Mine sowie dem Navachab-Goldbergwerk und der Rosh-Pinah-Zinkmine. So werden in der Abteilung Tsumeb Ausstellungsstücke aus der Auflösung einer Erzmine gezeigt. Hierzu zählen 226 verschiedene Minerale, von denen 40 nur in dieser Gegend vorkommen. Hinzu kommen verschiedene Schmucksteine.
Eine Besonderheit der Ausstellung ist die Präsentation von mineralischen Rohstoffen zusammen mit möglichen Endprodukten wie beispielsweise Keramikgegenstände.
Namcor, das staatliche Öl- und Gasunternehmen präsentiert Fotos über die Erforschung von Öl- und Gasreserven, wie beispielsweise des Kudugasfeldes.
Zudem werden im Museum Fossilien ausgestellt, die teilweise mehr als 750 Millionen Jahre alt sind und während verschiedener Erforschungen gefunden wurden. Ein mehr als 200 Millionen Jahre alter Massospondylus ist das Zentrum dieser Ausstellung.